# Rete ferroviaria della Liguria
La rete ferroviaria della Liguria comprende linee che si sviluppano per un totale di circa 517 km di lunghezza, di cui 493 km sono gestiti da Rete Ferroviaria Italiana (RFI) ed i restanti 24 km dalla AMT di Genova, che gestisce la ferrovia Genova-Casella, unica linea della regione a scartamento ridotto.

## Storia
In Liguria le ferrovie sono state costruite e gestite da varie società, nel 1905 passarono alle Ferrovie dello Stato. Nei primi anni duemila le ferrovie sono gestite da Rete Ferroviaria Italiana (RFI).
A causa della complessa morfologia del territorio della regione, la rete ferroviaria in Liguria ha conosciuto uno sviluppo differente rispetto a quello di altre regioni del nord Italia.

## Elenco delle ferrovie della rete di RFI

### Fondamentali
- Ferrovia Genova-Pisa. Linea a doppio binario ed elettrificata a 3 kV cc.
- Ferrovia Genova-Ventimiglia. Linea a doppio binario eccetto le tratte Finale Ligure-Loano e Albenga-Andora ed elettrificata a 3 kV cc.
- Ferrovia Milano-Genova. Linea a doppio binario ed elettrificata a 3 kV cc.
- Ferrovia Torino-Genova. Linea a doppio binario ed elettrificata a 3 kV cc.
- Passante ferroviario di Genova. Linea in costruzione.
- Ferrovia Parma-La Spezia. Linea a doppio binario eccetto le tratte Parma-P.P. Osteriazza, Berceto-Borgo Val di Taro e Pontremoli-P.P. Chiesaccia ed elettrificata a 3 kV cc.
- Ferrovia Tortona-Genova. Linea a doppio binario ed elettrificata a 3 kV cc.

### Complementari
- Ferrovia Cuneo-Limone-Ventimiglia. Linea a binario semplice ed elettrificata a 3 kV cc solo nel tratto Piemontese.
- Ferrovia Asti-Genova. Linea a binario semplice ed elettrificata a 3 kV cc.
- Ferrovia Alessandria-San Giuseppe di Cairo. Linea a binario semplice ed elettrificata a 3 kV cc.
- Ferrovia Torino-Fossano-Savona. Linea a binario semplice ed elettrificata a 3 kV cc.

### Senza traffico
- Ferrovia Santo Stefano di Magra-Sarzana

## Ferrovie costruite (anche parzialmente) e mai attivate o rimaste su carta
- Progetto di ferrovia Genova-Piacenza

## Linee in progetto
Dall'autunno 2013 è in costruzione una linea ad alta velocità denominata Terzo valico che collegherà Tortona/Novi Ligure-Genova passando sotto l'Appennino ligure. I lavori di costruzione, dovrebbero essere completati entro il 2023.

## AMT
La AMT Genova gestisce la ferrovia Genova-Casella per un totale di 24 km.

## Tranvie
Tra il 1878 al 1966 erano attive delle reti tranviarie nelle città di Genova e di La Spezia, oggi dal tutto smantellate.
Tra il 1901 al 1948 erano attive delle tranvie nelle città di Imperia, Sanremo, Ospedaletti, Ventimiglia, Savona, Vado Ligure e Taggia, oggi dal tutto smantellate e sostituite da un autoservizio e da una filovia.
Di seguito le tranvie soppresse:
- Tranvia Oneglia-Porto Maurizio
- Tranvia Ospedaletti-Sanremo-Taggia
- Tranvia Savona-Vado Ligure
- Tranvia Ventimiglia-Bordighera